# Bělkovice-Lašťany
Bělkovice-Lašťany település Csehországban, a Olomouci járásban. Bělkovice-Lašťany Dolany, Domašov u Šternberka, Šternberk és Bohuňovice településekkel határos. Lakosainak száma 2270 fő (2024. január 1.).

## Népesség
A település lakosságának változását az alábbi diagram mutatja:
| Lakosok száma | 1376 | 1468 | 1628 | 1821 | 1905 | 2101 | 2240 | 2306 | 2271 | 2270 |
|               | 1869 | 1900 | 1921 | 1961 | 1980 | 2011 | 2016 | 2019 | 2021 | 2024 |